# Liste des députés de la législature 2021-2025 du Landtag du Liechtenstein
Cet article dresse la liste des députés de la législature 2021-2025 du Landtag du Liechtenstein issus des élections du 7 février 2021. La législature dure jusqu'en 2025. La séance d'ouverture du Landtag a eu lieu le 25 mars 2021.

## Méthodologie
La répartition politique des députés siégeant au Landtag reflète les résultats électoraux, mais leur représentation géographique est prédéterminée : parmi les 25 députés, 15 viennent de la circonscription de l'Oberland et 10 de la circonscription de l'Unterland.

## Groupes politiques
|                  |                                  |                  |                                                                                   |        |
| Parti            | Parti                            | Parti            | Idéologie                                                                         | Sièges |
|                  | Union patriotique                | VU               | Démocratie chrétienne Libéral-conservatisme                                       | 10     |
|                  | Parti progressiste des citoyens  | FBP              | Conservatisme National-conservatisme Libéralisme économique Démocratie chrétienne | 10     |
|                  | Liste libre                      | FL               | Social-démocratie Politique écologique                                            | 3      |
|                  | Démocrates pour le Liechtenstein | DpL              | National-conservatisme Libéralisme économique Euroscepticisme                     | 2      |
| Total des sièges | Total des sièges                 | Total des sièges | Total des sièges                                                                  | 25     |

## Liste des députés
| Portrait                    | Titulaire                   | Parti | Parti | Circonscription | Remarques                  |
| --------------------------- | --------------------------- | ----- | ----- | --------------- | -------------------------- |
| Dagmar Bühler-Nigsch        | Dagmar Bühler-Nigsch        |       | VU    | Oberland        |                            |
| Albert Frick                | Albert Frick                |       | FBP   | Oberland        | Président du Landtag       |
| Walter Frick                | Walter Frick                |       | VU    | Oberland        |                            |
| Manuela Haldner-Schierscher | Manuela Haldner-Schierscher |       | FL    | Oberland        |                            |
| Norma Heidegger             | Norma Heidegger             |       | VU    | Oberland        |                            |
| Georg Kaufmann              | Georg Kaufmann              |       | FL    | Oberland        |                            |
| Manfred Kaufmann            | Manfred Kaufmann            |       | VU    | Oberland        |                            |
| Wendelin Lampert            | Wendelin Lampert            |       | FBP   | Oberland        |                            |
| Bettina Petzold-Mähr        | Bettina Petzold-Mähr        |       | FBP   | Oberland        |                            |
| Sascha Quaderer             | Sascha Quaderer             |       | FBP   | Oberland        |                            |
| Thomas Rehak                | Thomas Rehak                |       | DpL   | Oberland        |                            |
| Sebastian Gassner           | Sebastian Gassner           |       | FBP   | Oberland        |                            |
| Daniel F. Seger             | Daniel F. Seger             |       | FBP   | Oberland        |                            |
| Günter Vogt                 | Günter Vogt                 |       | VU    | Oberland        |                            |
| Thomas Vogt                 | Thomas Vogt                 |       | VU    | Oberland        |                            |
| Herbert Elkuch              | Herbert Elkuch              |       | DpL   | Unterland       |                            |
| Peter Frick                 | Peter Frick                 |       | VU    | Unterland       |                            |
| Franziska Hoop              | Franziska Hoop              |       | FBP   | Unterland       |                            |
| Johannes Kaiser             | Johannes Kaiser             |       | FBP   | Unterland       |                            |
| Dietmar Lampert             | Dietmar Lampert             |       | VU    | Unterland       |                            |
| Gunilla Marxer-Kranz        | Gunilla Marxer-Kranz        |       | VU    | Unterland       | Vice-présidente du Landtag |
| Daniel Oehry                | Daniel Oehry                |       | FBP   | Unterland       |                            |
| Patrick Risch               | Patrick Risch               |       | FL    | Unterland       |                            |
| Mario Wohlwend              | Mario Wohlwend              |       | VU    | Unterland       |                            |
| Karin Zech-Hoop             | Karin Zech-Hoop             |       | FBP   | Unterland       |                            |